# Manuela Dahm
Manuela Dahm (* 7. Juli 1956 in Hamburg) ist eine deutsche Hörspielsprecherin und ehemalige Schauspielerin.

## Leben und Wirken
Die gebürtige Hamburgerin erhielt im Alter von vier Jahren Ballettunterricht und knüpfte ihren ersten Kontakt zur Schauspielbranche als Sprecherin von Kinderrollen in Hörspielen des NDR. Darüber hinaus spielte Dahm noch als Teenager am Thalia-Theater ihrer Heimatstadt und nahm eine Reihe von Märchenplatten auf, so sprach sie beispielsweise das Rosenresli im gleichnamigen EUROPA-Hörspiel von 1971. Ab 1969 sah man die Künstlerin noch für knapp ein Jahrzehnt in Fernsehfilmen. Bereits Ende der 1970er Jahre verschwand sie aus dem Blickfeld der Fernseh-Öffentlichkeit und arbeitet nur noch als Sprecherin, etwa für die Hanni-und-Nanni-Hörspiele.

## Filmografie
- 1966: La lune avec les dents (französisch für „Der Mond mit Zähnen“)
- 1969: So war Mama
- 1970: Im Kreis
- 1972–1973: Kleinstadtbahnhof / Neues vom Kleinstadtbahnhof (Fernsehserie, 5 Folgen)
- 1973: Die Kriminalerzählung (Fernsehserie, 1 Folge)
- 1974: Die sündige Kleinstadt
- 1975: Tadellöser & Wolff
- 1976: Freiwillige Feuerwehr (Fernsehserie, 1 Folge)
- 1976: Gesucht wird Paul Leppla (Fernsehserie, 1 Folge)
- 1977–1978: Aus dem Logbuch der Peter Petersen (Fernsehserie, 2 Folgen)

## Einzelnachweis
1. ↑  Manuela Dahm bei Hanni & Nanni: 50. Folge von Hanni und Nanni erscheint (Memento vom 11. August 2020 im Internet Archive). In: haz.de, abgerufen am 5. Januar 2018.